# Z 6400
,,
Les Z 6400 sont des rames automotrices de la SNCF, ayant circulé en Île-de-France de 1976 à 2020 affectées initialement à la navette ferroviaire du nouvel aéroport de Roissy (service « Roissy-Rail ») puis déployées uniquement à la desserte de la banlieue de Paris-Saint-Lazare. Commandées à soixante-quinze exemplaires, ces rames à quatre caisses en inox et à un seul niveau fonctionnent sous courant monophasé 25 kV-50 Hz. Avec leur livrée gris inox et bleue caractéristique, leur motorisation assez puissante et leurs grandes baies vitrées, elles ont permis d'éliminer les anciennes rames Standard et ont profondément modernisé le paysage ferroviaire du réseau Saint-Lazare.

## Histoire

### Genèse
Les Z 6400 forment une série de rames automotrices de banlieue, héritières des séries précédentes, Z 5100, Z 6100, Z 6300 et Z 5300, dont elles héritent des caisses en inox. Les difficultés rencontrées avec les éléments Z 6100, insuffisamment puissants et souffrant également de nombreux patinages, incitent la SNCF à commander un matériel davantage motorisé, d'autant plus que la ligne de Roissy à laquelle elles sont d'abord destinées compte de fortes rampes atteignant 27 ‰. Les nouvelles automotrices sont commandées à 75 exemplaires le 29 mars 1973 (Z 6401 à 6530) puis le 27 juillet 1977 (Z 6531 à 6550). Les éléments sont assemblés par Carel-Fouché-Languepin/Alsthom à Aubevoye (Eure) pour les motrices, et au Mans (Sarthe) pour les remorques. 

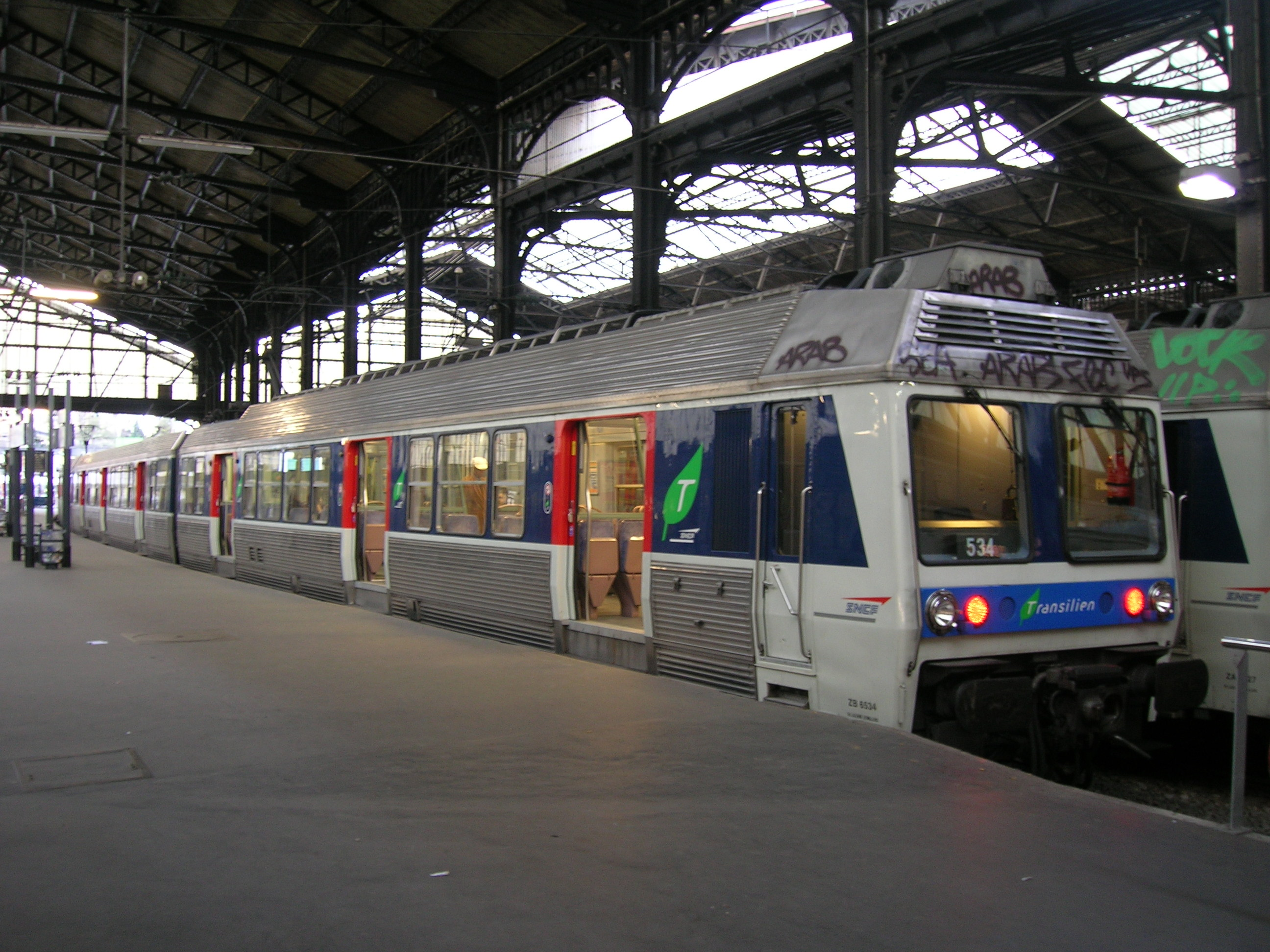
La Z 6534 en livrée Île-de-France à Paris Saint-Lazare.

La livrée des Z 6400 se distingue par rapport aux précédentes séries d'automotrices en inox par un large bandeau bleu à hauteur des fenêtres, constituées de larges baies vitrées, rendant leur apparence moins austère. Pour éviter les accidents provoqués par des voyageurs montant au dernier moment, elles n'ont pas de poignées extérieures permettant de se maintenir sur les marches pieds après la fermeture des portes, par ailleurs dotées d'un système de blocage en marche. Afin d'améliorer le confort, des sièges individuels sont employés, contrairement aux autres séries inox. Les rames sont équipées d'un signal sonore caractéristique annonçant la fermeture des portes.
Les Z 6400 constituent la première génération de matériel équipé pour un agent seul, avec affichage vidéo au sol. Les cabines de conduite sont équipées du système de vitesse imposée, équivalent du régulateur de vitesse sur les automobiles modernes. Les premiers essais de télévision embarquée sont menés sur l'élément Z 6403/04, mais la généralisation de ce système n'a lieu qu'à partir de 1983, après la mise au point réalisée sur le matériel Z 5600.

### Livraisons et affectations
Les quinze premiers éléments quadruples (Z 6401 à Z 6430) sont livrés en mars 1976 au dépôt de La Chapelle. Ils sont affectés fin mai à la toute nouvelle ligne de Roissy pour le service « Roissy-Rail », une navette express directe entre à l'époque le nouvel aéroport de Roissy - Charles de Gaulle et la gare du Nord. Mais rapidement la ligne de Roissy est intégrée au nouveau RER B qui nécessite pour son exploitation des rames bicourant ce que ne sont pas les Z 6400. L'arrivée des nouvelles rames MI 79 chassent donc les rames Z 6400 du réseau Paris-Nord qui se retrouvent alors exclusivement sur le réseau Paris-Saint-Lazare. 
Les rames suivantes sont livrées au dépôt de Saint-Lazare-Levallois à partir de juillet 1976. Elles sont affectées directement au groupe II de Paris-Saint-Lazare pour chasser progressivement les automotrices Standard (Z 1300, Z 1400, Z 1500) qui fonctionnent sous 750 V par troisième rail et atteignent leur limite d'usure, certaines rames datant en effet des années 1920. Leur mise en service est réalisée en fonction de l'avancement de la ré-électrification de ces lignes par caténaire en 25 kV - 50 Hz monophasé. 
Le 9 septembre 1976, les Z 6400 sont tout d'abord déployés sur les dessertes Paris - Bécon-les-Bruyères et Paris - Saint-Cloud, les trains poursuivant au-delà étant toujours constitués d'éléments anciens Standard. Le 15 septembre 1977, les rames équipent les liaisons Paris - Garches et Paris - Versailles-Rive-Droite. Enfin les 15 et 16 septembre 1978, elles atteignent Saint-Nom-la-Bretêche et Nanterre-Université dès l'achèvement de la réélectrification de ces lignes par caténaire. Dans l'attente de la fin des travaux, certaines rames sont garées dans des lieux parfois insolites, comme le raccordement de Boulainviliers à Paris, alors désaffecté. 
Douze éléments dotés de palettes de marchepieds pour quais hauts de 0,85 m sont alors affectés à la liaison entre Paris et Nanterre-Université, résidu du groupe III depuis l'intégration du tronçon suivant de Nanterre à Saint-Germain-en-Laye au RER A le 1er octobre 1972. À cette date, 42 éléments avec palette de marchepied pour quais hauts ont été livrés (Z 6437/38 à Z 6519/20). Les rames Standard ont totalement disparu des groupes II et III résiduel. En janvier 1979, les éléments Z 6531/32 et Z 6533/34 mènent des essais par temps neigeux dans le Jura, sur la ligne Dole - Frasne. Un second lot de dix éléments permet d'assurer la desserte, depuis Nanterre-Université, de la nouvelle ligne de Cergy à compter du 16 mars 1979. En mai 1979, les livraisons s'achèvent.

### Concentration sur Saint-Lazare
En septembre 1980, elles atteignent Poissy via Bécon et Nanterre. Les seize éléments Z 6400 de la ligne de Roissy sont mutés progressivement vers le réseau Saint-Lazare de novembre 1981 à mai 1982 lors de la livraison des nouveaux MI 79 (Z 8100) du RER B pour l'interconnexion à la gare de Paris-Nord. Le dépôt de Saint-Lazare-Levallois dispose alors des 75 éléments de la série. Ces seize derniers éléments sont affectés aux liaisons Paris - Cergy du groupe III et Paris - Poissy du groupe V, permettant d'éliminer définitivement les anciennes voitures Talbot de la banlieue Saint-Lazare.
L'interconnexion ouest en mai 1988, soit l'intégration de la ligne de Cergy au RER A, les chasse en partie de cette ligne : elles sont remplacées par le MI 84 bicourant, hormis durant les heures de pointe où elles relient toujours Paris-Saint-Lazare à Cergy en alternance avec les trains du RER A. L'intégration de la desserte de Poissy au RER A l'année suivante, en 1989, chasse les éléments Z 6400 de cette destination, où ils sont également remplacés par les MI 84. 
La totalité du parc de 75 rames reste depuis affecté aux groupes II et III de Paris-Saint-Lazare. Elles cohabitent à partir des années 1990 avec des Z 20500 (jusqu'en 2013), des Z 8800, et ponctuellement jusqu'en 1999 puis de 2001 à 2003 avec les Z 22500, en attente d'affectation à la nouvelle ligne E du RER. De 1999 à 2005, les Z 6400 font l'objet d'une rénovation dite « caisse-esthétique », avec rénovation des aménagements intérieurs, nouvelle livrée extérieure et suppression de la première classe. À partir de 2013, elles cohabitent avec le nouveau matériel Z 50000 dit Francilien. L'excellente fiabilité des Z 6400 et leurs performances de bon niveau leur assurent encore plusieurs années de service durant la décennie 2010, avant un remplacement prévu à partir de fin 2017, après une quarantaine d'années de service, par ces Z 50000.
Depuis fin 2016, après l'arrivée de matériels Francilien supplémentaires, la réforme des Z 6400 a commencé en radiant les rames ayant parcouru le plus grand nombre de kilomètres ou celles présentant des problèmes de maintenance importants.
Des travaux de rectification du gabarit des quais et des tests sur les voies du groupe II de Paris-Saint-Lazare ont été effectués pour que les rames Francilien puissent être utilisées sur la branche Paris Saint-Lazare – Versailles-Rive-Droite à partir de décembre 2017, ce qui devrait accélérer la réforme des Z 6400.

### Rénovation et fin de vie

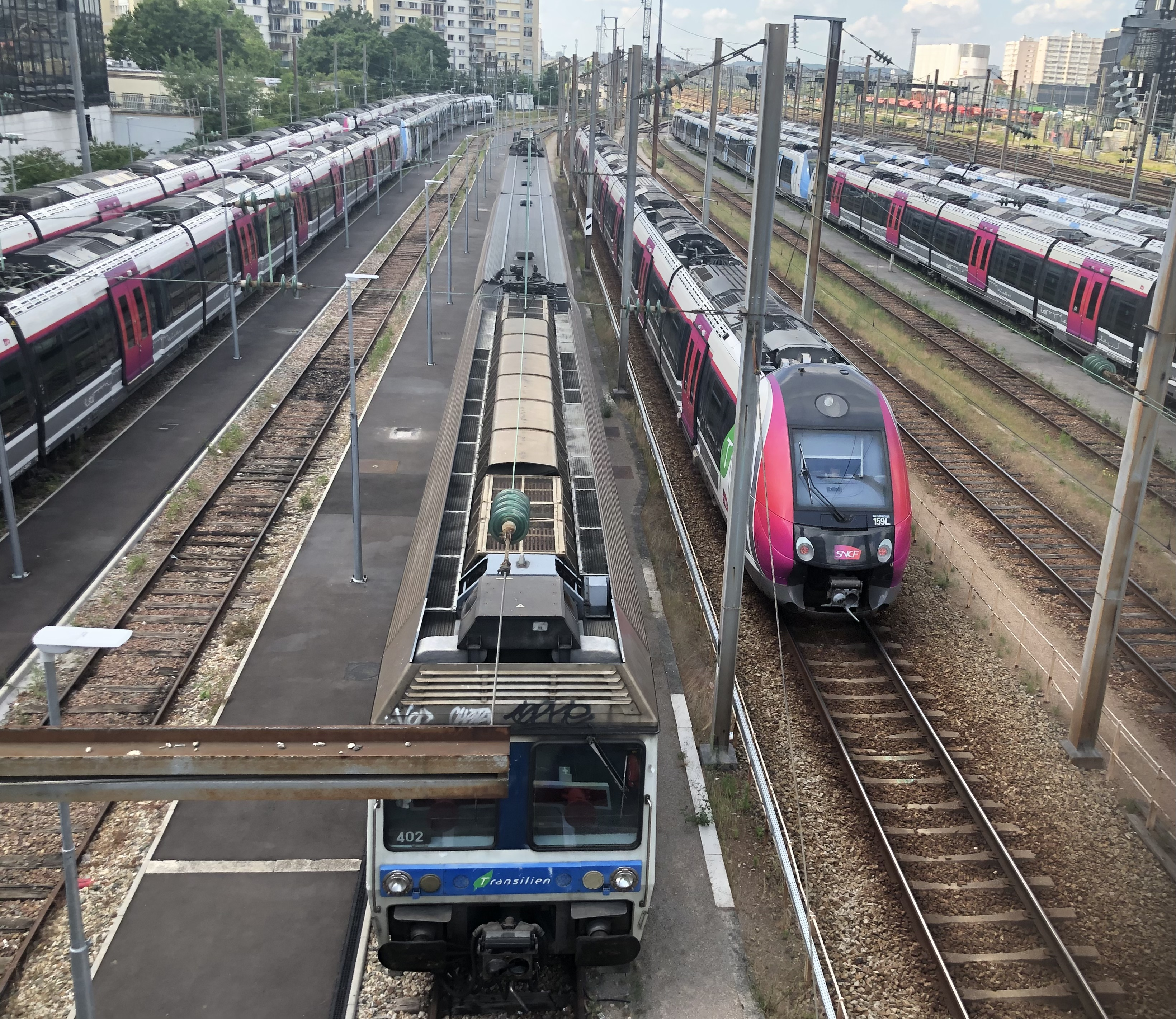
Première rame de la série garée en gare de Pont-Cardinet jusqu’à l’été 2021, avant d’être exposée durant les Journées européennes du patrimoine 2021 et 2022.

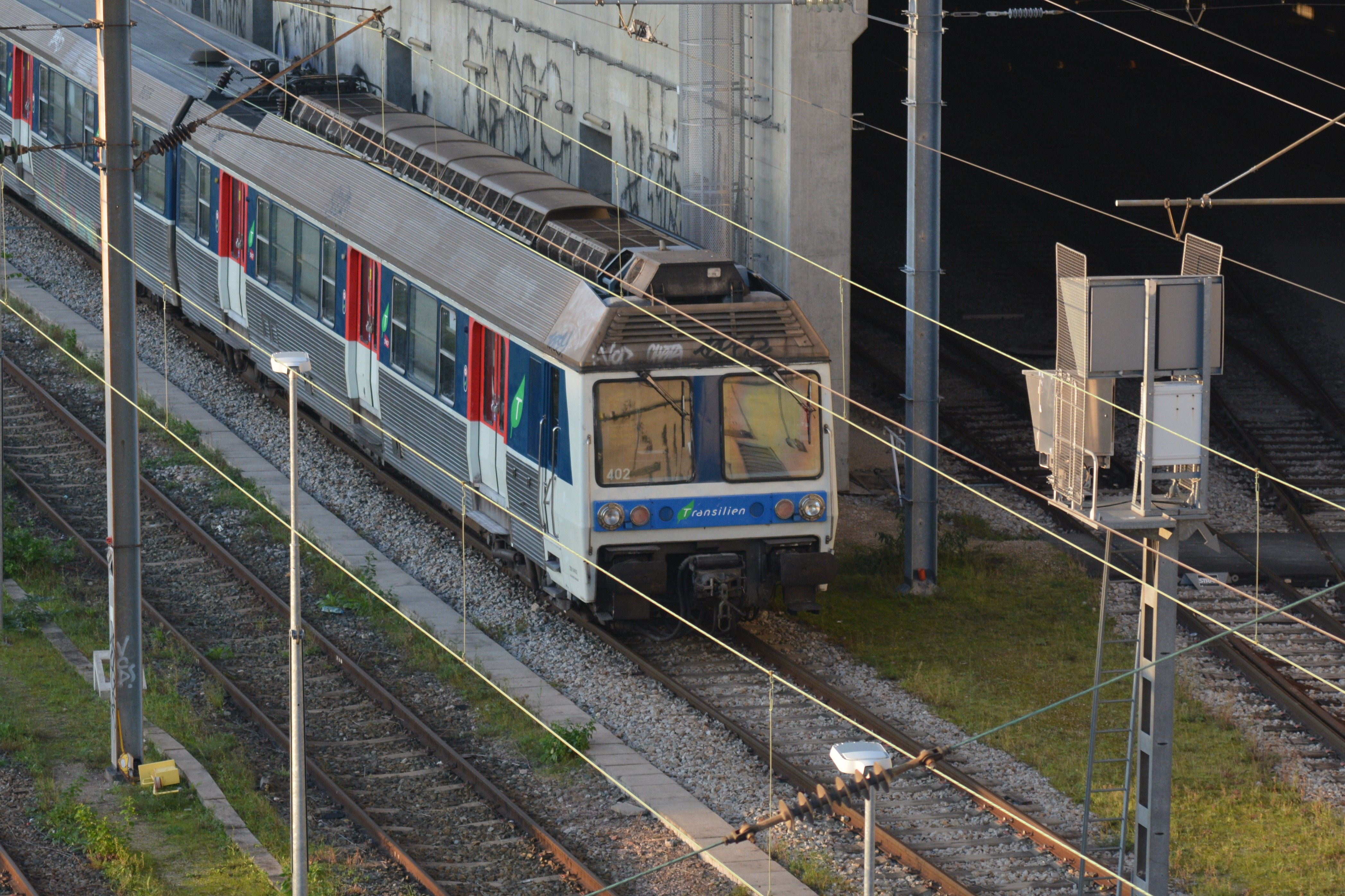
Première rame de la série sur une voie de garage aux abords de la gare de Pont-Cardinet, en décembre 2022.

De 1999 à 2005, les Z 6400 ont reçu une rénovation lourde. Il s'agit d'une opération qui consiste à remettre à niveau techniquement et esthétiquement les rames. Techniquement, la rénovation consiste à supprimer de l'amiante dans les contacteurs, installer la climatisation des cabines de conduites, mettre en place la radio sol-train à transmission de données, renforcer les batteries pour l'installation (en retrofit pour les premières) du SIVE, installer l'allumage automatique des fanaux lorsque la cabine est en service et mettre des touches sensitives pour la VACMA. Esthétiquement, le jaune-marron du Skaï des sièges est remplacé par un tissu en velours anti lacération bleu, le fourgon de la motrice paire est supprimé et remplacé par l'agrandissement de l'espace voyageur, avec suppression de la cloison de séparation, ajout de poignées sur l'intérieur des portes d'accès pour faciliter la montée depuis des quais haut, l'éclairage est réalisé à l'aide de nouvelles vasques plafonnières, et toutes les baies deviennent semi-ouvrantes (contre seulement un seul des deux côtés).
La première rame rénovée (Z 6435/36) est livrée le 20 juillet 1999 et la dernière (Z 6549/50) circule depuis le 3 janvier 2006[réf. nécessaire]. Trois rames bénéficient d'une modernisation plus poussée dans le but d'être affectées à la nouvelle relation créée entre Noisy-le-Roi et Saint-Germain-en-Laye-Grande-Ceinture, ligne dite de la Grande ceinture Ouest (GCO).
En 2006 et 2007, le SIVE est mis en œuvre sur toutes les rames[réf. nécessaire].
À partir de la fin de l'année 2016, la première Z 6400 arrivée en fin de vie est radiée, poussée par l'arrivée des Z 50000. La série disparaît définitivement du paysage ferroviaire français quatre ans plus tard, après avoir roulé jusqu'à la fin sur la ligne L du Transilien,.
En Mars 2024, soit un peu plus de deux ans après le retrait du service des dernières Z 6400 qui est intervenu le 4 novembre 2020, la première d'entre elles (n°401/02) est toujours visible sur une voie de garage aux abords de la gare de Pont-Cardinet.

## Caractéristiques
Les caractéristiques des Z 6400 sont les suivantes :
|              | Motrices              | Remorques             |
| ------------ | --------------------- | --------------------- |
| Longueur     | 23,075 m              | 23,140 m              |
| Empattement  | 15,600 m              | 15,790 m              |
| Masse à vide | 63,5 t                | 31,2 t                |
| Sièges       | 74 (+ 20 strapontins) | 92 (+ 24 strapontins) |

Les rames sont constituées de quatre voitures : deux motrices avec cabine de conduite encadrant deux remorques. Chaque caisse en acier inoxydable est munie sur chaque côté de trois portes coulissantes à deux vantaux qui permettent des échanges rapides de voyageurs.

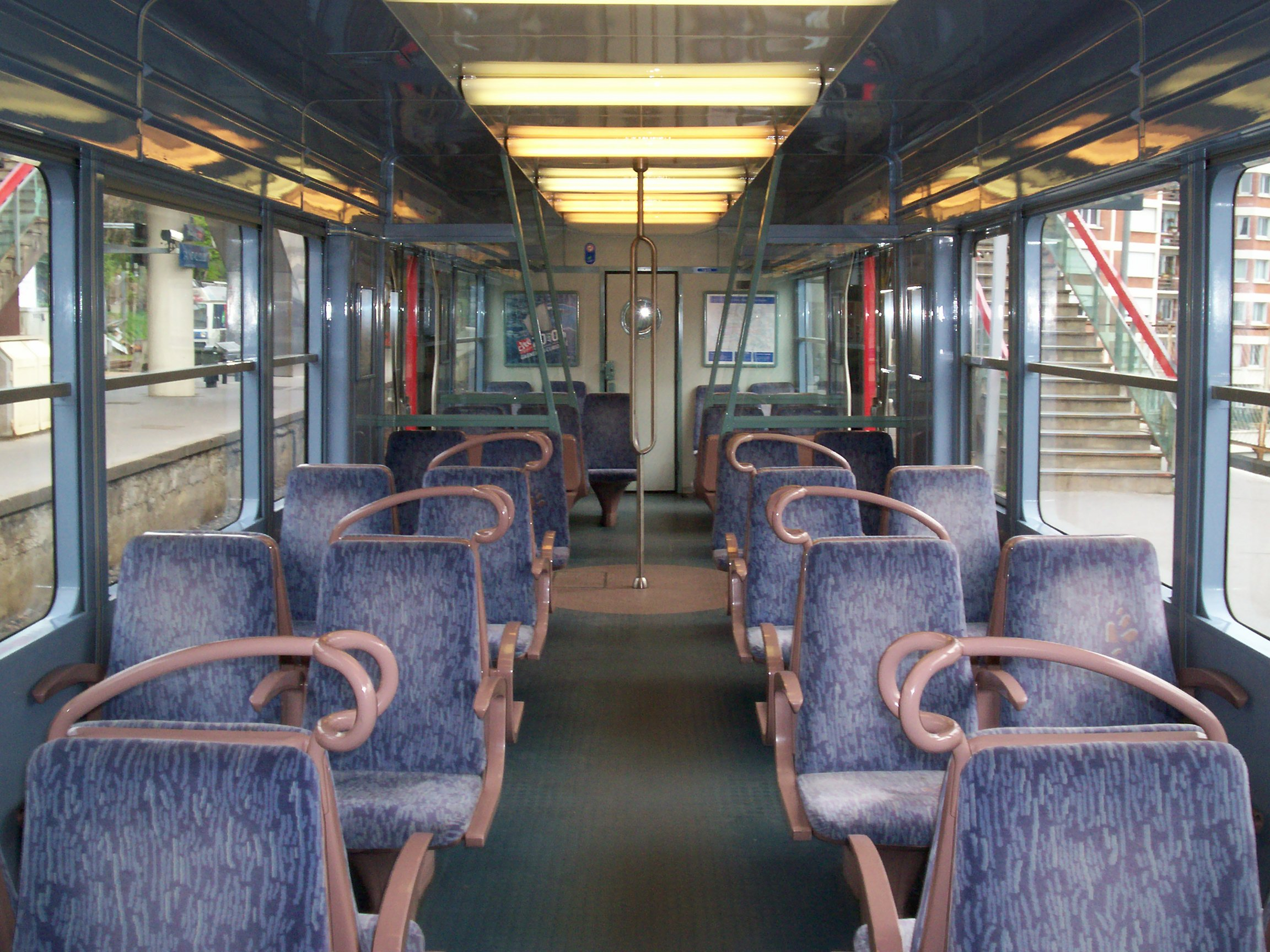
Intérieur d'une rame rénovée.

De 364 places assises à l'origine, les éléments n'en offrent plus que 332 à la suite de leur rénovation. Ces nombres ne prennent pas en compte les 88 strapontins, dont le nombre est resté identique après la rénovation.
Les deux motrices sont du type Bo'Bo' (deux bogies disposant d'un moteur par essieu). Chaque élément dispose d'une puissance de 2 360 kW, grâce à huit moteurs Oerlikon EMW 510, identiques à ceux des Z 5300, mais au nombre doublé pour le même nombre de caisses. La transmission du couple est également du même type, avec arbre creux et engrenages solidaires du moteur. La prise du courant 25 kV-50 Hz monophasé s'effectue par caténaire, par le biais d'un pantographe AM 18 U Faiveley situé sur le toit de chaque motrice.

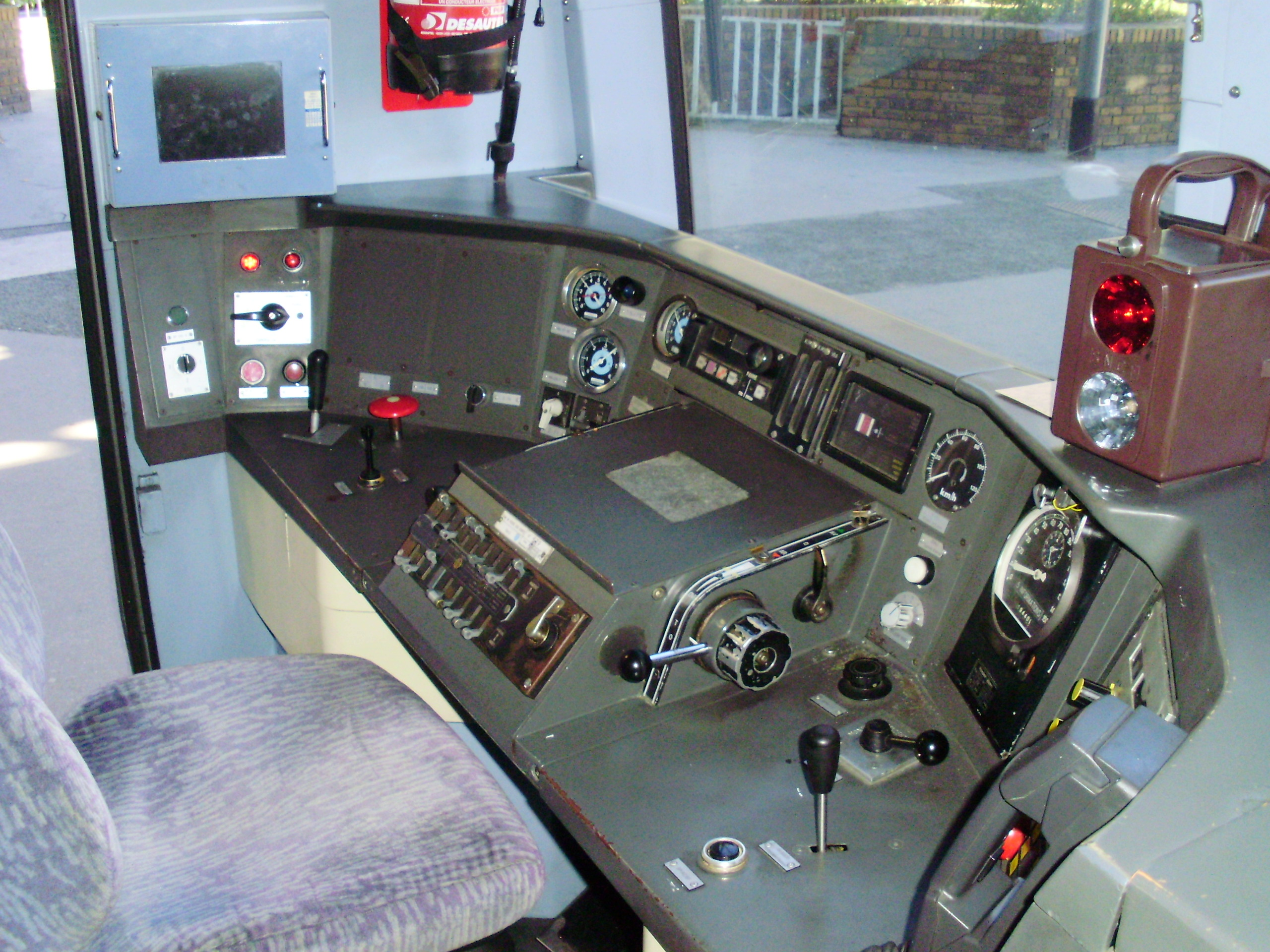
Poste de conduite d'une rame Z 6400 : vue à gauche du siège du conducteur.

En toiture des motrices, on trouve un transformateur de relais de tension, un disjoncteur, les résistances, un commutateur de mise à la terre et les redresseurs à thyristors. Sous le plancher, sont placés le transformateur principal, les selfs de lissage, un dispositif de charge de la batterie, les ponts redresseurs, un réservoir d'air, les blocs de chauffage et un compresseur d'air auxiliaire.
Chaque motrice est aussi équipée d'un attelage Scharfenberg. Ce type d'attelage est présent sur une grande majorité de trains (TGV, MS 61, MI 79 / MI 84, Z 20500...) car il offre une rapidité de couplage et de découplage. La robustesse et la fiabilité des Z 6400 ont influencé les concepteurs des MI 79 / MI 84, ce qui explique leur relative ressemblance[réf. nécessaire].
Les trois éléments rénovés pour la GCO comptent 272 places assises et concernent les éléments Z 6479/80, 6481/82 et 6483/4. Ils sont équipés de la climatisation, de la vidéosurveillance, de vitres teintées et feuilletées, du système d'information voyageurs embarqué (SIVE), d'un espace pour vélos et d'un autre pour personnes à mobilité réduite. Les rames sont livrées à l'automne 2004.
La rame Z 6441/42 a servi de prototype pour le SIVE, équipant désormais toutes les rames[réf. nécessaire].
Les rames Z 6467/68 et Z 6511/12 n'ont pas de strapontins. La rame Z 6523/24 est équipée de comble-lacunes aux portes d'extrémités pour faciliter l'accès des personnes à mobilité réduite.
Les sièges de la rame Z 6435/36 sont de couleur orangée (sauf la motrice ZA 6435 qui est de couleur bleue), alors qu'ils sont de couleur bleue pour les autres éléments. Il s'agit de la première rame modernisée.

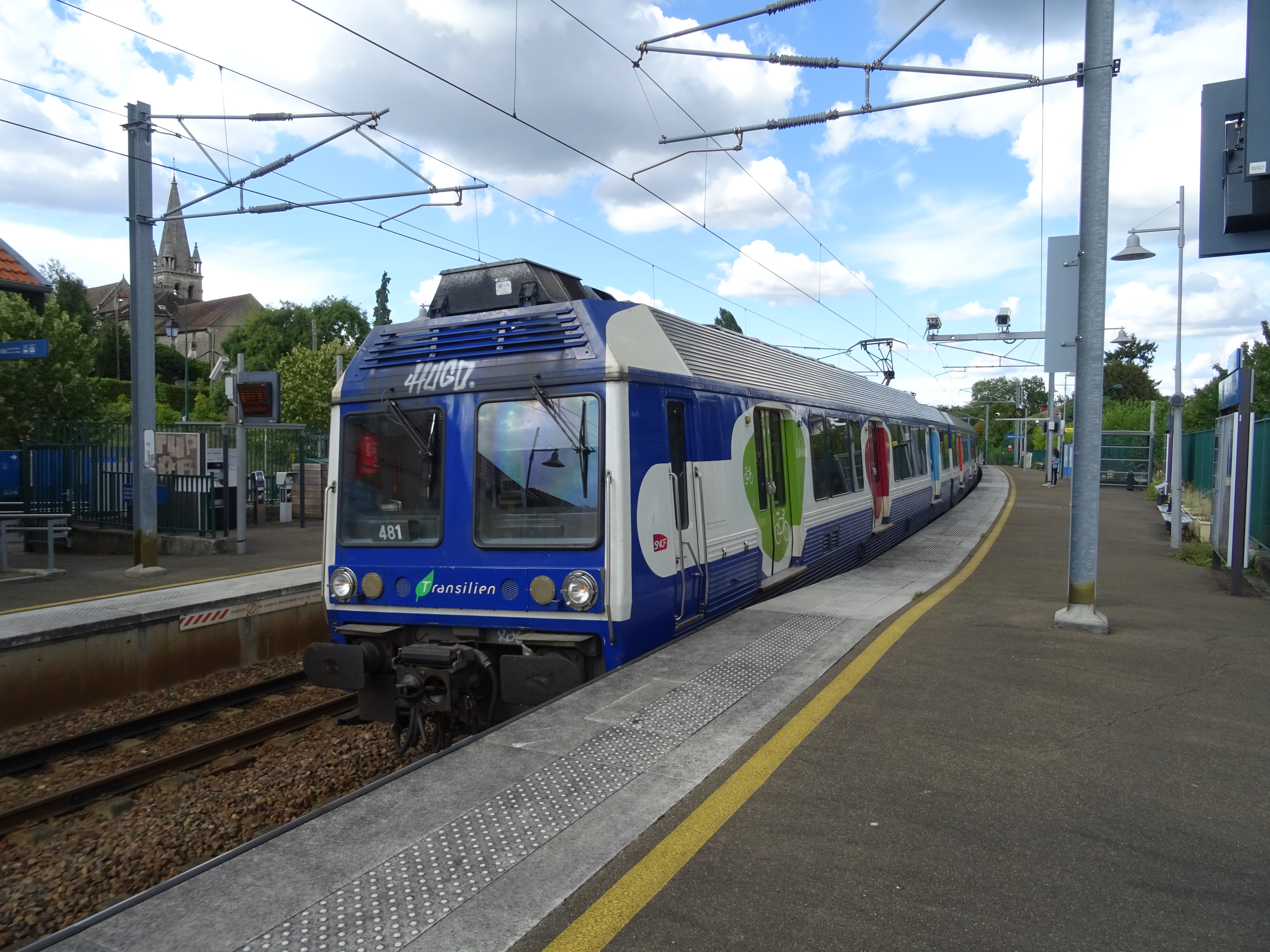
Rame Z 6400 en gare de Mareil-Marly.

Les trois rames Z 6479/80, Z 6481/2 et Z 6483/4 qui ont bénéficié d'une modernisation plus poussée pour la GCO portent la livrée Transilien bleue à bande blanche et berlingots de couleurs.

## Parc

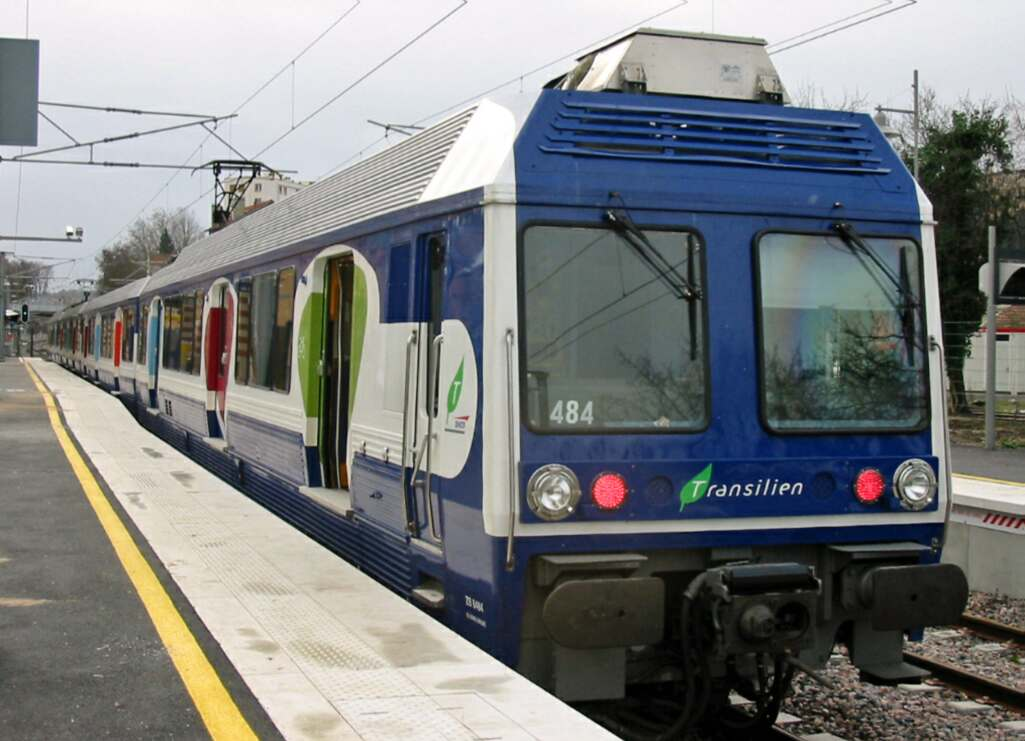
La Z 6484, une des trois rames Z 6400 rénovées type « GCO » à Saint-Germain-en-Laye-GC.

Le parc de Z 6400 est constitué de 75 rames circulant généralement couplées par pair (UM2 dans le jargon ferroviaire). Elles étaient toutes affectées à l'exploitation du réseau Paris-Saint-Lazare, dont trois rames affectées au service du court tronçon de la Grande ceinture Ouest (Saint-Germain-en-Laye-Grande-Ceinture à Noisy-le-Roi), de sa réouverture en 2004 jusqu'à sa fermeture en 2019.
L'arrivée des rames Z 50000 sur le réseau Paris-Saint-Lazare, et la transformation de la Grande ceinture Ouest en une ligne de type tram-train (future ligne T13), font que les rames Z 6400 sont progressivement radiées à partir 2016. L'exploitation de la série cesse définitivement fin novembre 2020. 

## Blasons

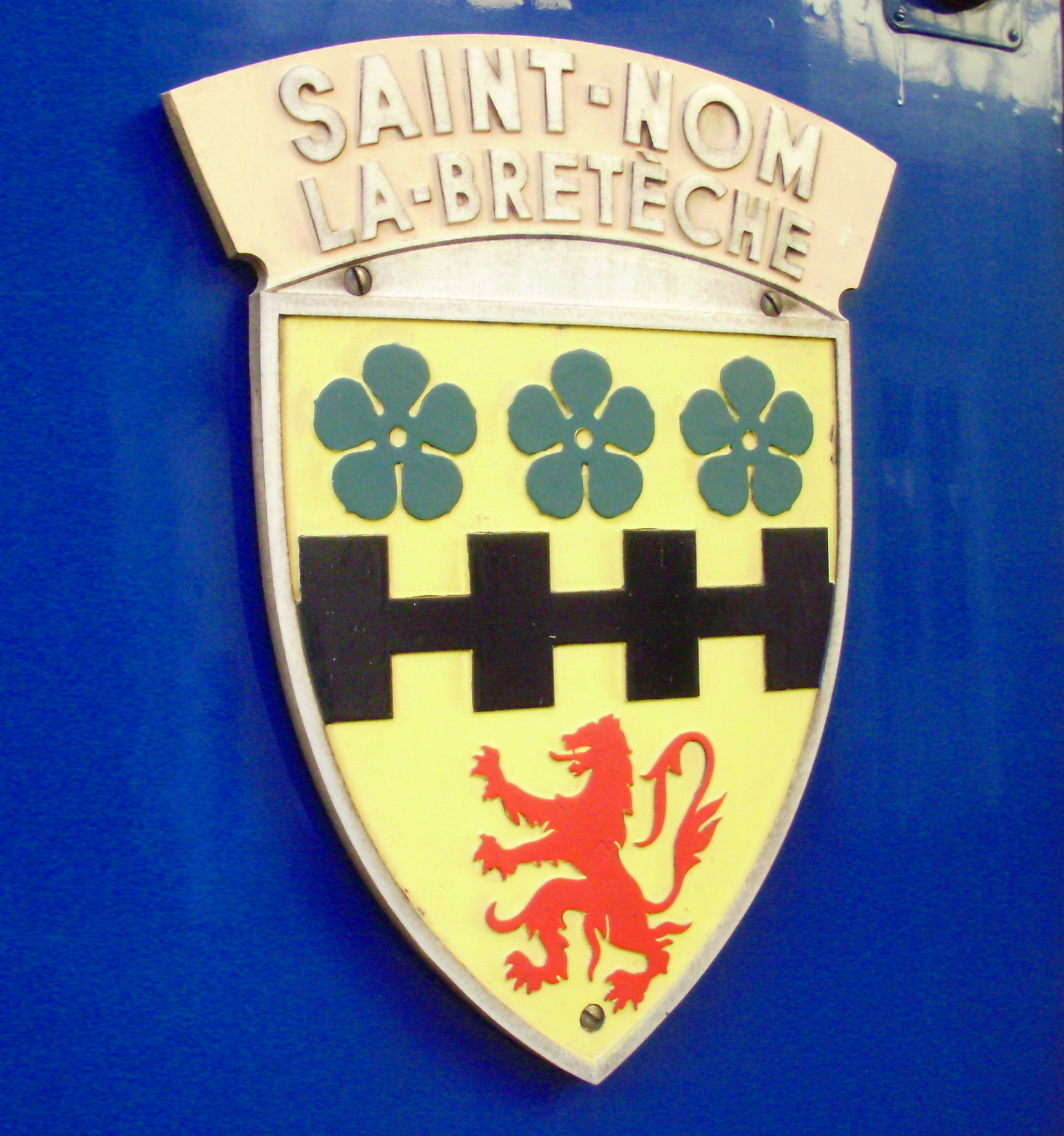
Blason apposé sur la rame Z 6471/72, celui de la ville de Saint-Nom-la-Bretèche.

Parmi les soixante-quinze rames du parc, dix ont reçu un nom de baptême au cours de leur existence. Ces dernières possèdent des blasons métalliques des communes desservies par ce matériel, situés à l'emplacement du logo Transilien positionné à proximité de la loge de conduite. 
Ces blasons sont ceux des villes de Chaville (Z 6447/48), Courbevoie (Z 6449/50), Garches (Z 6485/86), La Celle-Saint-Cloud (Z 6519/20), La Garenne-Colombes (Z 6549/50), L'Étang-la-Ville (Z 6475/76), Louveciennes (Z 6457/58), Marly-le-Roi (Z 6523/24), Saint-Nom-la-Bretèche (Z 6471/72) et Vaucresson (Z 6505/06).
L'élément Z 6523/24 est le premier train parrainé en Île-de-France, par la municipalité de Marly-le-Roi le 29 septembre 1979.